# U-Bahn-Linie U4 (Wien)
| U4-Zug neben dem Wienfluss; links der 6., rechts der 5. Gemeindebezirk |                      |                                     |                                     |
| Streckenlänge: | 16,361 km            |                                     |                                     |
| Spurweite: | 1435 mm (Normalspur) |                                     |                                     |
| Stromsystem: | 750 Volt             |                                     |                                     |
| \| \| \| Hütteldorf \| \| \| \| \| \| \| \| \| \| Abstellanlage Hütteldorf \| \| \| \| \| Wienfluss bei Zufferbrücke \| \| \| \| \| Ober St. Veit Einschnitt \| \| \| \| \| \| \| \| \| \| Unter St. Veit Einschnitt \| \| \| \| \| Braunschweiggasse Einschnitt \| \| \| \| \| \| \| \| \| \| Hietzing Einschnitt \| \| \| \| \| Schönbrunn Einschnitt \| \| \| \| \| \| \| \| \| \| \| \| \| \| \| Meidling Hauptstraße \| \| \| \| \| \| \| \| \| \| \| \| \| \| \| \| \| \| \| \| von Siebenhirten \| \| \| \| \| Längenfeldgasse eingehaust \| \| \| \| \| \| \| \| \| \| nach Floridsdorf \| \| \| \| \| \| \| \| \| \| \| \| \| \| \| \| \| \| \| \| Margaretengürtel Einschnitt \| \| \| \| \| \| \| \| \| \| Pilgramgasse Einschnitt (in Bau) \| \| \| \| \| Kettenbrückengasse Einschnitt \| \| \| \| \| \| \| \| \| \| \| \| \| \| \| Karlsplatz \| \| \| \| \| \| \| \| \| \| \| \| \| \| \| Stadtpark \| \| \| \| \| \| \| \| \| \| \| \| \| \| \| Landstraße (Bahnhof Wien Mitte) \| \| \| \| \| \| \| \| \| \| \| \| \| \| \| Zollamtsbrücke, Wienfluss \| \| \| \| \| \| \| \| \| \| Betriebsgleis 7: U3-Landstraße \| \| \| \| \| Schwedenplatz Galerie \| \| \| \| \| \| \| \| \| \| Schottenring Galerie \| \| \| \| \| bis 2008 \| \| \| \| \| Betriebsgleis 0: U1-Stephansplatz \| \| \| \| \| \| \| \| \| \| Roßauer Lände \| \| \| \| \| \| \| \| \| \| \| \| \| \| \| \| \| \| \| \| Friedensbrücke \| \| \| \| \| \| \| \| \| \| Verbindungskurve bis 1991 \| \| \| \| \| \| \| \| \| \| Spittelau Eingehaust \| \| \| \| \| \| \| \| \| \| Betriebsbahnhof Wasserleitungswiese \| \| \| \| \| \| \| \| \| \| Verbindungskurve bis 1996 \| \| \| \| \| Heiligenstadt \| \| |                      |                                     |                                     |
| U-Bahn-Kopfbahnhof Streckenanfang |                      | Hütteldorf                          | Hütteldorf                          |
| |                      |                                     |                                     |
| U-Bahn-Betriebs-/Güterbahnhof Streckenende · U-Bahn-Überleitstelle / Spurwechsel |                      | Abstellanlage Hütteldorf            | Abstellanlage Hütteldorf            |
| U-Bahn-Brücke über Wasserlauf |                      | Wienfluss bei Zufferbrücke          | Wienfluss bei Zufferbrücke          |
| |                      | Ober St. Veit Einschnitt            |                                     |
| |                      |                                     |                                     |
| |                      | Unter St. Veit Einschnitt           |                                     |
| |                      | Braunschweiggasse Einschnitt        |                                     |
| |                      |                                     |                                     |
| |                      | Hietzing Einschnitt                 |                                     |
| |                      | Schönbrunn Einschnitt               |                                     |
| |                      |                                     |                                     |
| |                      |                                     |                                     |
| U-Bahn-Haltepunkt / Haltestelle (im Tunnel) |                      | Meidling Hauptstraße                | Meidling Hauptstraße                |
| |                      |                                     |                                     |
| |                      |                                     |                                     |
| |                      |                                     |                                     |
| U-Bahn-Strecke quer (im Tunnel) · U-Bahn-Abzweig geradeaus und von rechts (im Tunnel) |                      | von Siebenhirten                    | von Siebenhirten                    |
| U-Bahn-Bahnhof (im Tunnel) |                      | Längenfeldgasse eingehaust          | Längenfeldgasse eingehaust          |
| U-Bahn-Tunnelende |                      |                                     |                                     |
| U-Bahn-Abzweig geradeaus und nach links |                      | nach Floridsdorf                    | nach Floridsdorf                    |
| U-Bahn-Tunnelanfang |                      |                                     |                                     |
| |                      |                                     |                                     |
| |                      |                                     |                                     |
| |                      | Margaretengürtel Einschnitt         |                                     |
| |                      |                                     |                                     |
| U-Bahn-Strecke quer (außer Betrieb) (im Tunnel) · U-Bahn-Strecke quer (außer Betrieb) (im Tunnel) |                      | Pilgramgasse Einschnitt (in Bau)    | Pilgramgasse Einschnitt (in Bau)    |
| |                      | Kettenbrückengasse Einschnitt       |                                     |
| |                      |                                     |                                     |
| |                      |                                     |                                     |
| U-Bahn-Strecke quer (im Tunnel) · U-Bahn-Turmhaltepunkt mit Tunnelstrecke und geradeaus oben (im Tunnel) · U-Bahn-Strecke quer (im Tunnel) |                      | Karlsplatz                          | Karlsplatz                          |
| |                      |                                     |                                     |
| |                      |                                     |                                     |
| |                      | Stadtpark                           |                                     |
| |                      |                                     |                                     |
| U-Bahn-Überleitstelle / Spurwechsel (im Tunnel) |                      |                                     |                                     |
| U-Bahn-Strecke quer (im Tunnel) · U-Bahn-Turmhaltepunkt mit Tunnelstrecke und geradeaus oben (im Tunnel) · U-Bahn-Strecke quer (im Tunnel) |                      | Landstraße (Bahnhof Wien Mitte)     | Landstraße (Bahnhof Wien Mitte)     |
| U-Bahn-Überleitstelle / Spurwechsel (im Tunnel) |                      |                                     |                                     |
| U-Bahn-Tunnelende |                      |                                     |                                     |
| |                      | Zollamtsbrücke, Wienfluss           |                                     |
| U-Bahn-Tunnelanfang |                      |                                     |                                     |
| U-Bahn-Abzweig geradeaus und von links (im Tunnel) |                      | Betriebsgleis 7: U3-Landstraße      | Betriebsgleis 7: U3-Landstraße      |
| U-Bahn-Strecke quer (im Tunnel) · U-Bahn-Turmhaltepunkt mit Tunnelstrecke und geradeaus oben (im Tunnel) · U-Bahn-Strecke quer (im Tunnel) |                      | Schwedenplatz Galerie               | Schwedenplatz Galerie               |
| |                      |                                     |                                     |
| U-Bahn-Strecke quer (im Tunnel) · U-Bahn-Turmhaltepunkt mit Tunnelstrecke und geradeaus oben (im Tunnel) · U-Bahn-Abzweig quer und ehemals von links (im Tunnel) |                      | Schottenring Galerie                | Schottenring Galerie                |
| U-Bahn-Abzweig geradeaus und ehemals nach links (im Tunnel) · U-Bahn-Strecke nach rechts (außer Betrieb) (im Tunnel) |                      | bis 2008                            | bis 2008                            |
| U-Bahn-Abzweig geradeaus und von links (im Tunnel) |                      | Betriebsgleis 0: U1-Stephansplatz   | Betriebsgleis 0: U1-Stephansplatz   |
| |                      |                                     |                                     |
| |                      | Roßauer Lände                       |                                     |
| |                      |                                     |                                     |
| U-Bahn-Überleitstelle / Spurwechsel (im Tunnel) |                      |                                     |                                     |
| U-Bahn-Tunnelende |                      |                                     |                                     |
| U-Bahn-Haltepunkt / Haltestelle |                      | Friedensbrücke                      | Friedensbrücke                      |
| U-Bahn-Überleitstelle / Spurwechsel |                      |                                     |                                     |
| |                      | Verbindungskurve bis 1991           |                                     |
| U-Bahn-Strecke Anfang Hochstrecke (außer Betrieb) · U-Bahn-Tunnel |                      |                                     |                                     |
| U-Bahn-Abzweig quer und ehemals nach links · U-Bahn-Turmhaltepunkt · U-Bahn-Abzweig quer und ehemals von links |                      | Spittelau Eingehaust                | Spittelau Eingehaust                |
| U-Bahn-Strecke (außer Betrieb) |                      |                                     |                                     |
| U-Bahn-Dienststation / Betriebs- oder Güterbahnhof |                      | Betriebsbahnhof Wasserleitungswiese | Betriebsbahnhof Wasserleitungswiese |
| |                      |                                     |                                     |
| U-Bahn-Abzweig geradeaus und ehemals von links · U-Bahn-Strecke nach rechts (außer Betrieb) |                      | Verbindungskurve bis 1996           | Verbindungskurve bis 1996           |
| U-Bahn-Kopfbahnhof Streckenende |                      | Heiligenstadt                       | Heiligenstadt                       |

Die U-Bahn-Linie U4 der Wiener U-Bahn bedient auf einer Streckenlänge von 16,5 Kilometern 20 Stationen und verbindet den Bezirksteil Hütteldorf des 14. Wiener Gemeindebezirks im Westen Wiens über das Stadtzentrum mit Heiligenstadt, einem Bezirksteil des 19. Wiener Gemeindebezirks, Döbling, im Norden der Stadt. Ihre Signalfarbe ist Grün.
Die 1976 eröffnete U4 ist die älteste der fünf Wiener U-Bahn-Linien. Weite Teile ihrer Infrastruktur stammen dabei von der noch wesentlich älteren Wiener Stadtbahn von 1898 beziehungsweise der aus dieser hervorgegangenen Wiener Elektrischen Stadtbahn von 1925. Dies gilt insbesondere für die von Otto Wagner gestalteten Stationsgebäude.

## Verlauf

### Von Hütteldorf zur Längenfeldgasse

Maßstabsgetreue Darstellung des Verlaufs der Linie U4

Die U4 beginnt am Bahnhof Hütteldorf. Die Anlagen der U4 liegen mit einer zweigleisigen Wendeanlage parallel zu den Gleisen der Westbahn. Bis 1925 bestanden hier zwischen der Stadtbahn und der Westbahn Gleisverbindungen.

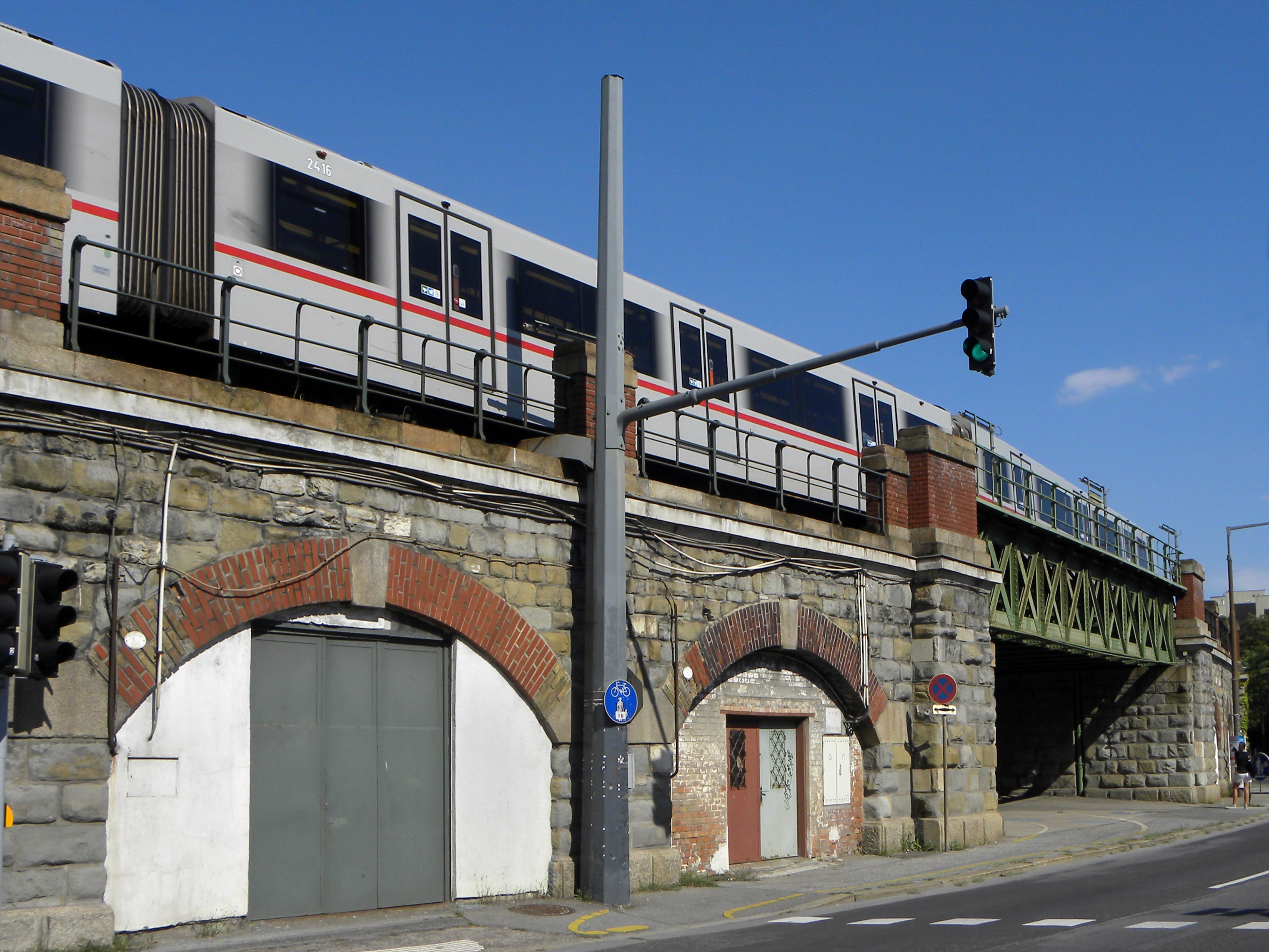
Hietzing: Eine U4 passiert in Hochlage auf den sogenannten Stadtbahnbögen die Zufahrt zur Zufferbrücke

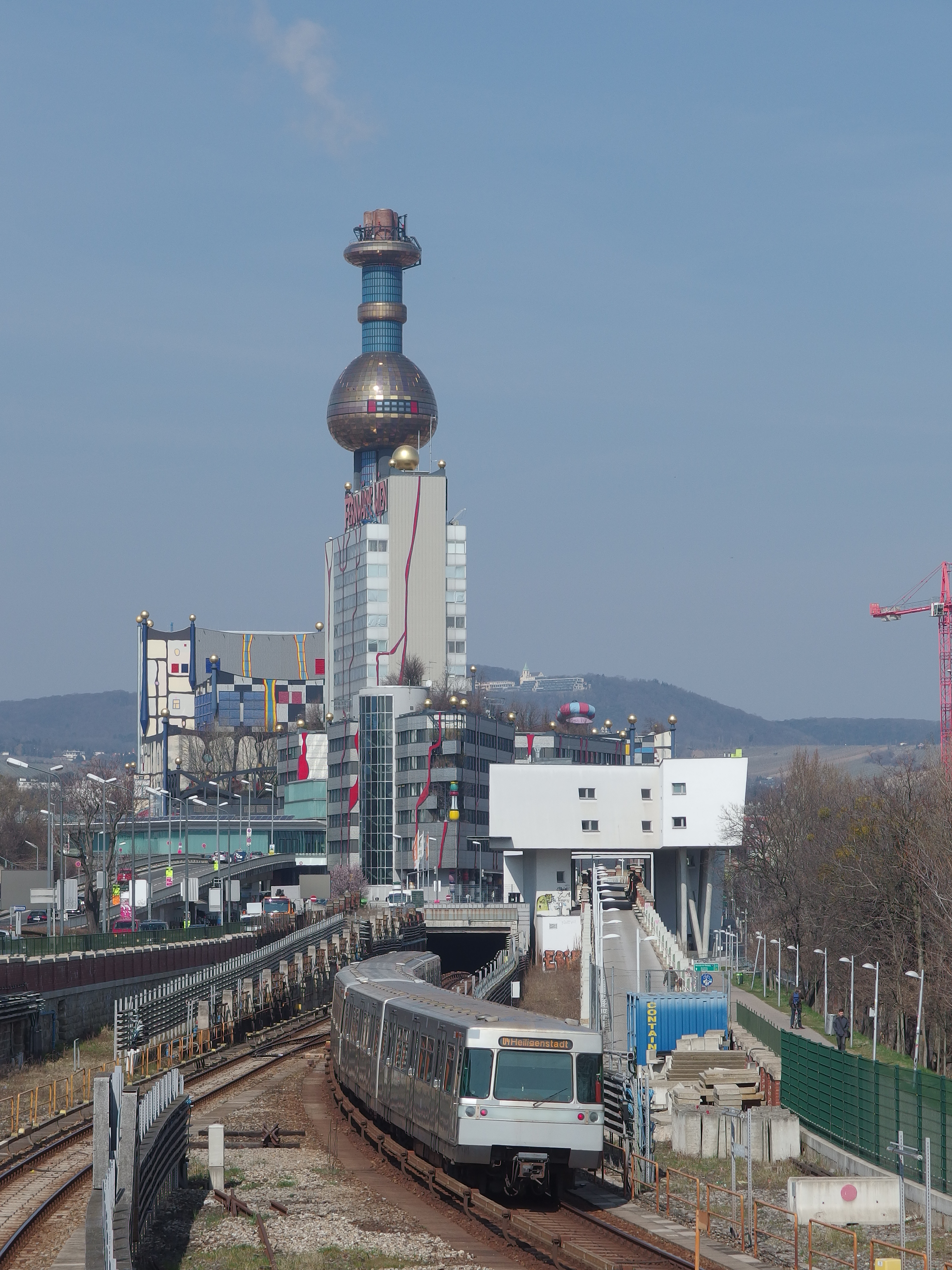
Zug der U4 in Fahrtrichtung Heiligenstadt zwischen Friedensbrücke und Spittelau

Von hier aus führt die U4 an einem 2008 errichteten Park-and-ride-Parkhaus vorbei, überquert die Hadikgasse und das Bett des Wienflusses schräg und verläuft anschließend auf einem kurzen Abschnitt in Hochlage auf zehn sogenannten Stadtbahnbögen, die ansonsten vor allem im Bereich der Gürtellinie (heute U6), der Vorortelinie (heute S45) und des überwiegend stillgelegten Verbindungsbogens vorhanden sind. Danach führt sie im Gefälle in den am rechten Ufer parallel zum Wienfluss verlaufenden Einschnitt im 13. Bezirk. Anschließend erreicht sie, schon in Tieflage, die erste Station, Ober St. Veit mit einem gut erhaltenen Aufnahmsgebäude im Otto-Wagner-Stil, danach die Stationen Unter St. Veit und Braunschweiggasse.
Die Strecke führt in Tieflage weiter entlang des Hietzinger Kais und des Wienflusses. Vor der Station Hietzing unter der Kennedybrücke, einem Verkehrsknotenpunkt, befindet sich zwischen den Richtungsgleisen ein Abstellgleis, am stadtseitigen Bahnsteigende der Hofpavillon Hietzing. Der Bereich zwischen Hütteldorf und Hietzing wurde im Sommer 2016 mit neuen Gleisen sowie Weichen ausgestattet, wodurch Störungen besser umfahren werden können.
Vor dem Haupteingang zum Schloss Schönbrunn unterfährt die U4 die Schlossbrücke. Von der folgenden U-Bahn-Station Schönbrunn an wird sie bis zum Karlsplatz zumeist von der Rechten Wienzeile begleitet, heute abschnittsweise die Haupteinfahrt Wiens von der Westautobahn A1. Jenseits des Flusses ist das Pendant dazu die Linke Wienzeile.
In der Station Meidling Hauptstraße befand sich bis 1985 die Abzweigung der Stadtbahn-Gürtellinie. Mit deren Nachfolgerin, der U6, ist die U4 in der nächsten Station, Längenfeldgasse, mit zwei Mittelbahnsteigen auf gleicher Ebene verknüpft. Das Verbindungsgleis zwischen U4 und U6 ist nur für Wartungsfahrzeuge befahrbar, da die beiden Strecken unterschiedliche Stromzuführungssysteme nutzen.

### Von der Längenfeldgasse nach Landstraße
Nach der Längenfeldgasse unterfährt die Trasse den Gürtel. Die Strecke wird anschließend über die Stationen Margaretengürtel, Pilgramgasse und Kettenbrückengasse wieder im offenen Einschnitt geführt, bis sie vor dem Naschmarkt in einem Bogen erneut unter einer Tunneldecke verschwindet; diese wurde um 1900 gemeinsam mit der hier durchgeführten, 2,1 Kilometer langen Einwölbung des Wienflusses bis zum Stadtpark errichtet.
Nach Unterfahrung der Operngasse unterquert die U4 den Karlsplatz am Rande des Stadtzentrums, wo die Möglichkeit besteht, zur U1 und zur U2 umzusteigen. Die dortigen U4-Bahnsteige befinden sich direkt neben den gut erkennbaren Mauern des eingewölbten Wienflusses. Obwohl sich die Station im eingewölbten Abschnitt des Wienflusses befindet, war der Bahnsteigbereich, da die Stadtbahn anfangs im Dampfbetrieb verkehrte, bis zum Umbau auf U-Bahn-Betrieb in den 1970er Jahren nicht eingewölbt; als Abgänge zu den Bahnsteigen dienten die, heute unter Denkmalschutz stehenden, Stadtbahn-Pavillons.
Östlich des Karlsplatzes verläuft die U4, wie der Wienfluss, unter der Lothringerstraße und dem Schwarzenbergplatz und tritt nach der Johannesgasse im Bahnsteigbereich der Station Stadtpark wieder kurz ans Tageslicht. Anschließend führt die U4 erneut in einen Tunnel und trifft in der Station Landstraße (Wien Mitte) ein, einem unterirdischen Nahverkehrsknoten im 3. Wiener Gemeindebezirk Landstraße, dessen oberirdische Bauten komplett neu errichtet wurden. Hier kreuzt die U4 die tiefer liegende und 90 Jahre später errichtete U3, ferner trifft sie hier auf die S-Bahn-Stammstrecke, zu der von 1899 bis 1925 hier eine Gleisverbindung bestand.

### Von Landstraße nach Heiligenstadt
Danach überquert die U4 den Wienfluss von Tunnel zu Tunnel auf der schräg zum Fluss verlaufenden Zollamtsbrücke unter dem Zollamtssteg im 1./3. Bezirk. Vom kurzen Tunnelstück unter dem Julius-Raab-Platz zweigt ein Betriebsgleis zur U3 ab. Danach folgt eine Galeriestrecke entlang des Donaukanals. Bei der Station Schwedenplatz kreuzt die U4 die tiefer liegende und hier 80 Jahre später gebaute Trasse der U1, bei der Station Schottenring die tiefer liegende U2, die bis 2008 hier auf gleicher Ebene wie die U4 ihre Endstation hatte. Nach der Station Roßauer Lände endet bei der Station Friedensbrücke, wo früher der Verbindungsbogen abzweigte, die Galeriestrecke. Nun verläuft die U4 wieder ein Stück weit unter freiem Himmel, dann neben der Nordbergbrücke wieder in einem Tunnel.
Die Station Spittelau, vor der die U4 das Donaukanalufer verlassen hat, befindet sich parallel zu den Gleisen der Franz-Josefs-Bahn, darüber kreuzt seit 1996 die U6 in Hochlage. Der Bahn folgt die U4 in ihrem letzten Streckenabschnitt bis zum Bahnhof Wien Heiligenstadt; auch hier existierten bis 1925 Verknüpfungen zwischen Stadtbahn und Fernbahn. Dieser regionale Umsteigeknoten wird, wie der Bahnhof Wien Hütteldorf, von den Österreichischen Bundesbahnen und den Wiener Linien benutzt. Für die U4 besteht hier eine automatische Anlage zum fahrerlosen Wenden.

## Geschichte

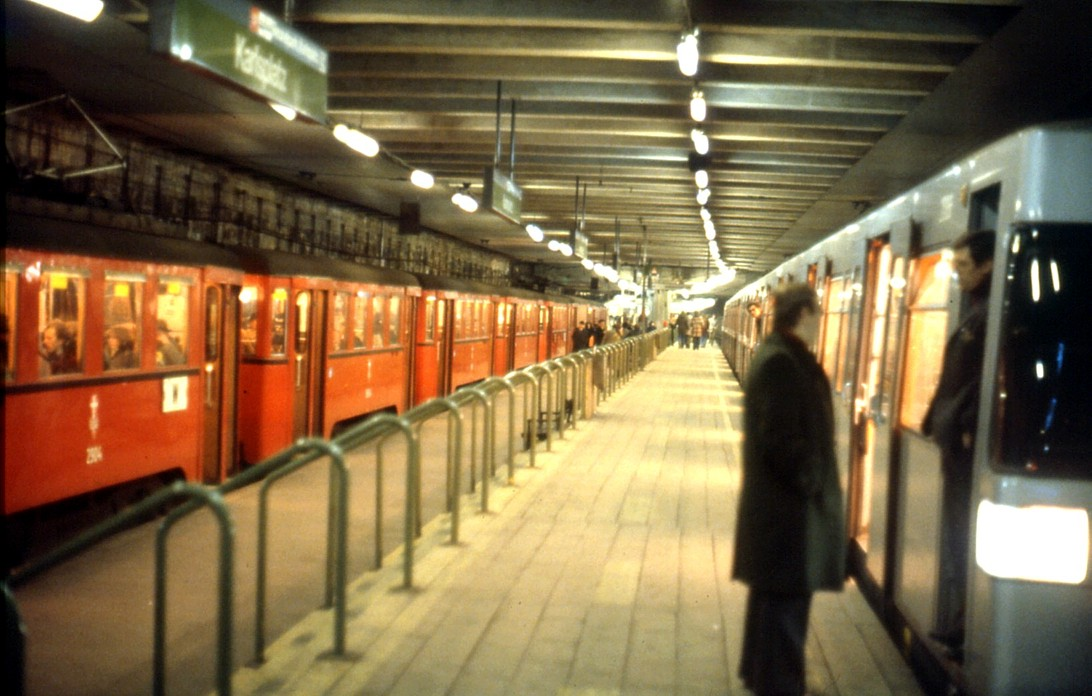
Station Karlsplatz im Jahr 1979, dort musste übergangsweise zwischen Stadtbahn und U4 umgestiegen werden

1968 beschloss der Wiener Gemeinderat den Bau des Grundnetzes der Wiener U-Bahn. Dieses sollte auch die Untere Wientallinie, die Obere Wientallinie und die Donaukanallinie der Stadtbahn enthalten, auf denen statt der Linie WD die U4 verkehren sollte. Der Bund hatte die Mitfinanzierung mit 50 Prozent der Baukosten zugesichert; den Betrieb würden die Wiener Stadtwerke – Verkehrsbetriebe auf Risiko der Stadtverwaltung führen.

### Inbetriebnahme
Die U4 ging etappenweise in Betrieb, wobei der Stadtbahnbetrieb jeweils entsprechend verkürzt wurde:
- 8. Mai 1976: Heiligenstadt – Friedensbrücke
- 3. April 1978: Friedensbrücke – Schottenring
- 15. August 1978: Schottenring – Schwedenplatz – Karlsplatz
- 26. Oktober 1980: Karlsplatz – Meidling Hauptstraße
- 31. August 1981: Meidling Hauptstraße – Hietzing
- 20. Dezember 1981: Hietzing – Hütteldorf

### Kennfarbe und Benennung

Das ab 8. Mai 1976 gültige Stadtbahn- und U-Bahn-Netz, die U4 damals noch violett

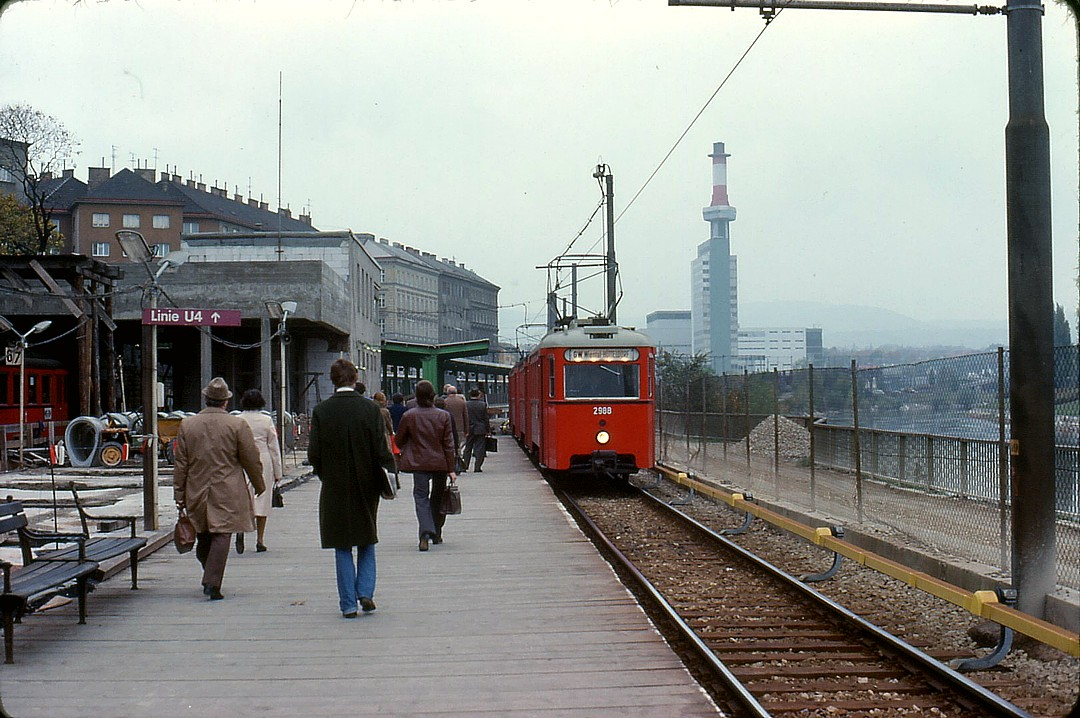
Station Friedensbrücke mit violetter U4-Stationsbeschilderung am 13. Oktober 1977

Im Beschluss zum Bau eines Grundnetzes für die Wiener U-Bahn waren sowohl Neubaustrecken wie auch der Umbau der bisherigen Wiental- und Donaukanallinie der Stadtbahn zur U-Bahn vorgesehen. Dabei wurden niedrige Liniennummern den neu zu errichtenden Strecken wie der U1 zugewiesen. Die Nummer 3 wurde bereits in den 1960er Jahren für die fest beschlossene, aber erst 1983 begonnene U3 reserviert. In diesem System der vier Grundlinien erhielt die U4 somit die vorerst höchste Liniennummer. Allerdings hatte sie bei ihrer Eröffnung im Jahr 1976 zunächst noch die Kennfarbe violett, während ihre spätere Kennfarbe grün auf den damaligen Liniennetzplänen noch der gestrichenen Stadtbahnlinie G zugeteilt war. Erst 1977 entschieden sich die Verantwortlichen für grün als neue Farbe für die U4, woraufhin die gestrichene Stadtbahnlinie G ersatzweise die Farbe braun zugeteilt bekam. Außerdem verkehrte die U4 in den ersten beiden Betriebsjahren noch ohne den Zusatz U als Linie 4.

### Verknüpfungen mit der U6
Im Rahmen der zweiten Ausbaustufe wurde die Linie noch um zwei Stationen ergänzt. Mit der Umstellung der Gürtellinie der Stadtbahn auf U-Bahn-Betrieb und der gleichzeitigen Verlängerung der daraus hervorgegangenen Linie U6 über die U4 hinaus wurde 1989 die U-Bahn-Station Längenfeldgasse als neue Verknüpfungsstation der beiden Linien eröffnet. Auch bei der nördlichen Fortführung der Gürtellinie wurde ein neues Linienkreuz von U6 und U4 errichtet, nämlich die 1995 eröffnete U-Bahn-Station Spittelau.

### Modernisierung – Projekt NEU4
Im Frühling 2014 starteten die Wiener Linien und die Stadt Wien dieses Modernisierungsprojekt zur Erneuerung der alten Infrastruktur, der historischen Stationsbauwerke von Otto Wagner sowie zur Verbesserung der Verlässlichkeit im Betrieb. Bis zum Jahr 2024 sollen insgesamt 335 Millionen Euro investiert werden, um beispielsweise Stellwerke zu tauschen, Gleise sowie Gleisuntergrund zu erneuern, Stationen und Tunnel zu sanieren. Weiters sollen auch mehr Gleisverbindungen auf der Strecke eingebaut werden. Während der ersten Bauphasen kam es zu zeitweisen Sperren von Streckenabschnitten sowie zu teilweisen Sperren einzelner Bahnsteige.
Die U-Bahn-Station Pilgramgasse wurde im Zuge der Umgestaltung zum Linienkreuz mit der U2 bis auf die alten Otto-Wagner-Strukturen gänzlich abgetragen und neu errichtet. Dazu war sie zwischen 3. Februar 2019 und 30. Jänner 2020 gesperrt, der Verkehr wurde ohne Halt eingleisig durch die Station geführt.

## Architektur
Die Architektur der U4 ist stark geprägt von den Stationen aus der Zeit der Wiener Stadtbahn, die nach Entwürfen von Otto Wagner errichtet wurden. Neu- und Erweiterungsbauten wurden überwiegend nach dem Design der 1. Ausbaustufe realisiert, das von der Architektengruppe U-Bahn (AGU) entworfen wurde und dem Design der U1 entspricht.

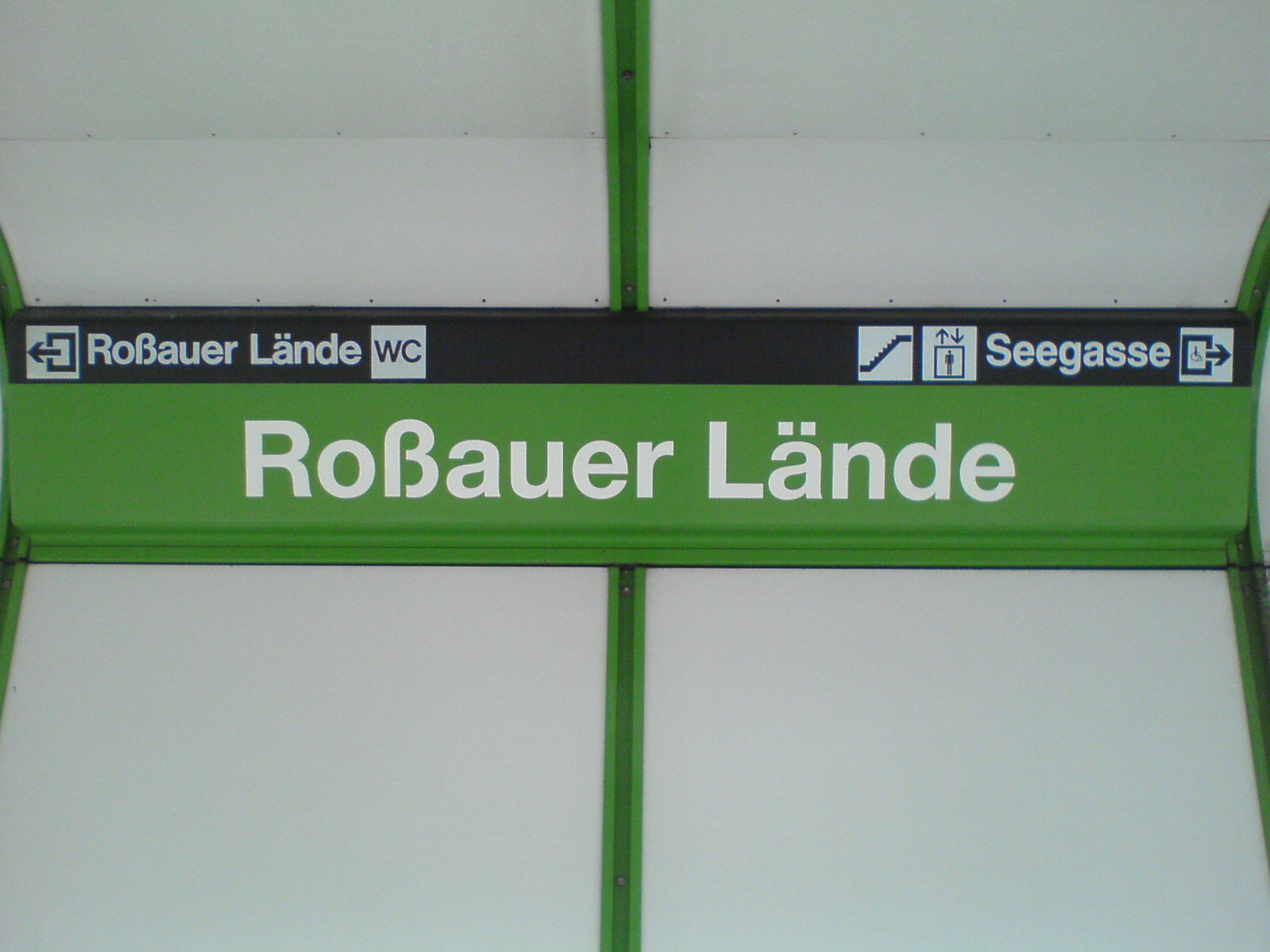
Modernes Design der Stationsbezeichnung der U4 in der Station Roßauer Lände und …
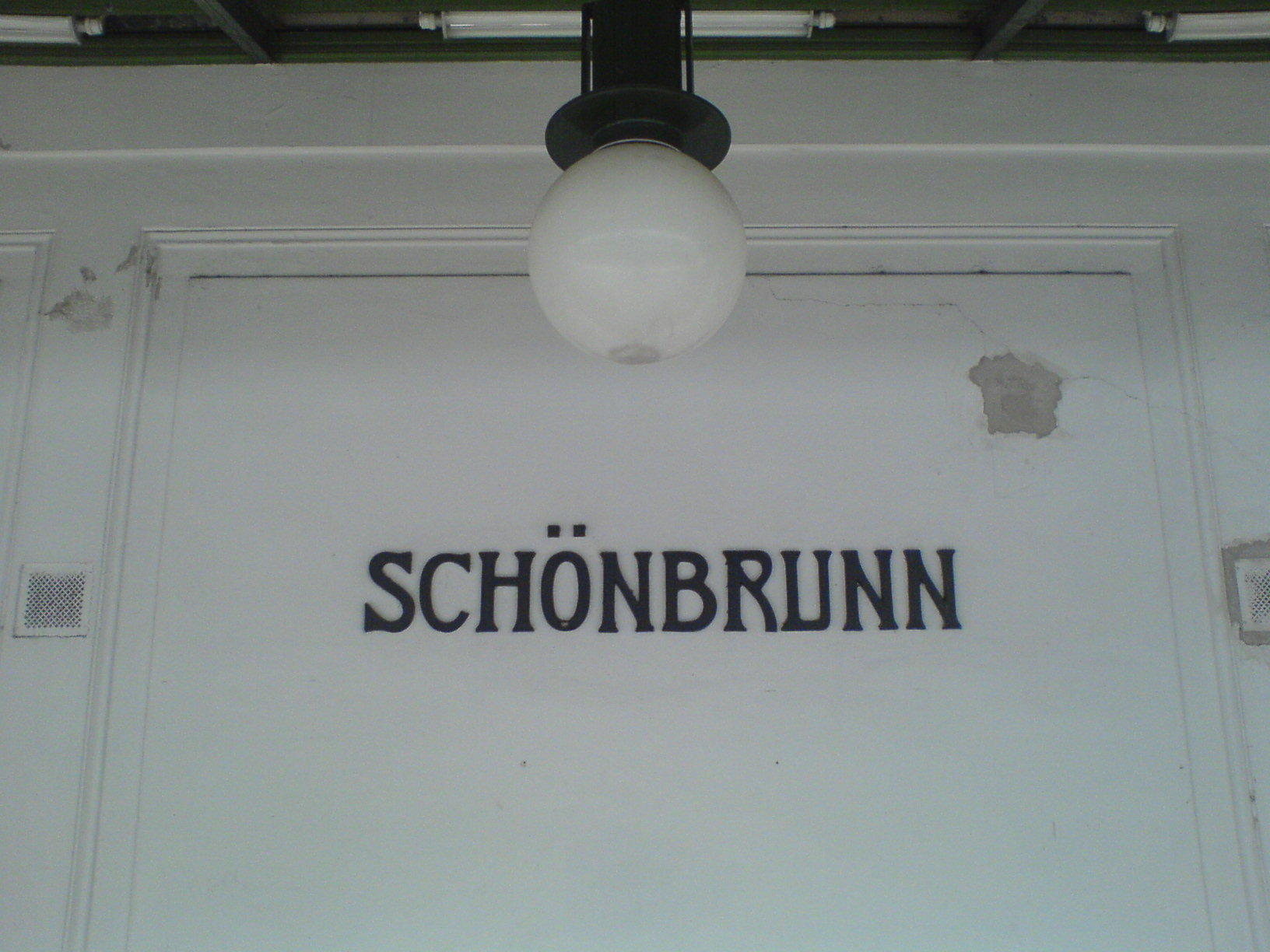
… erhalten gebliebenes historisches Design der Stadtbahn in der Station Schönbrunn und …
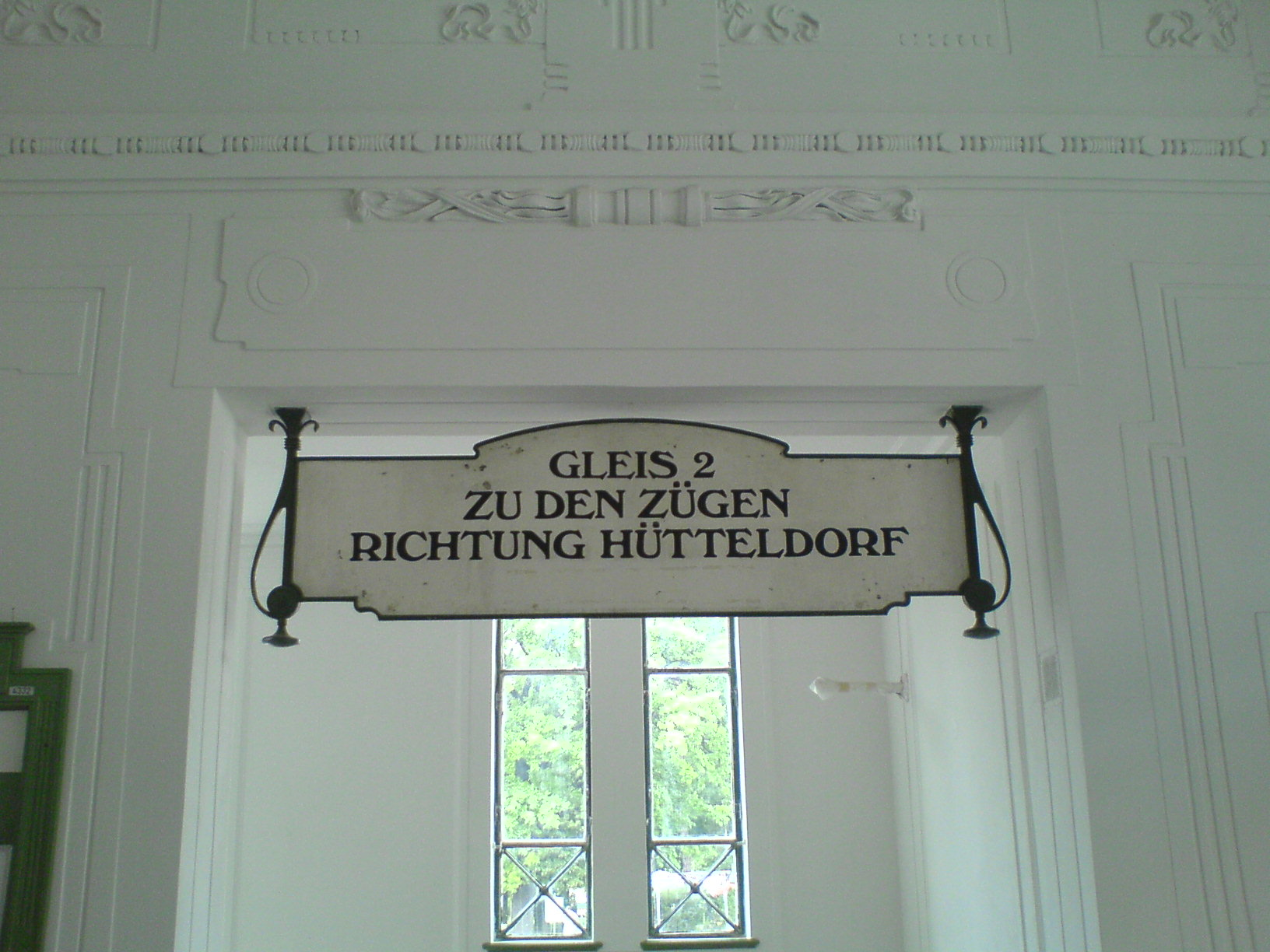
… ebenso historisches Hinweisschild in der Station Hietzing
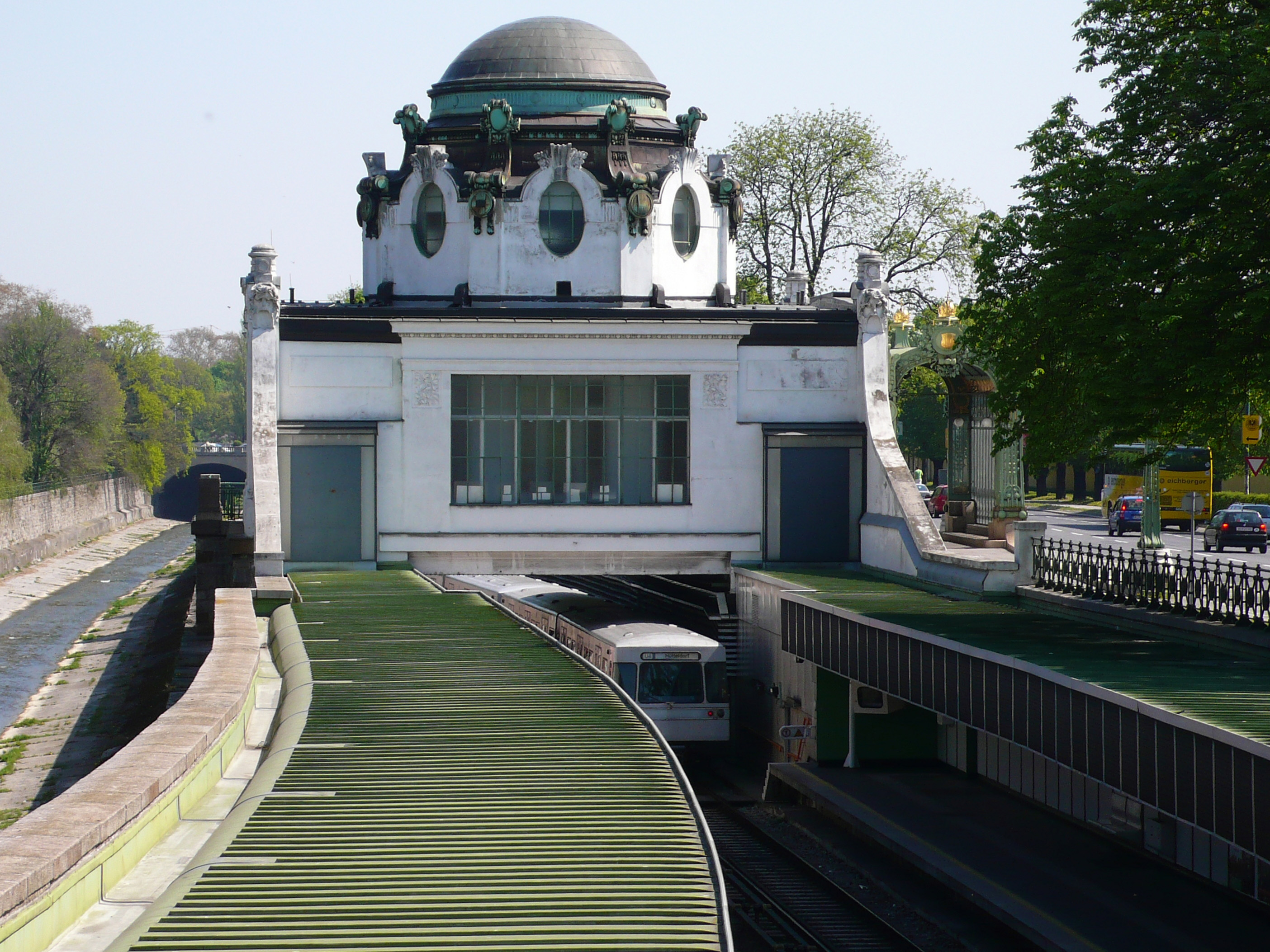
Von Otto Wagner entworfener Hofpavillon Hietzing, die Abgänge zu den Bahnsteigen wurden jedoch entfernt
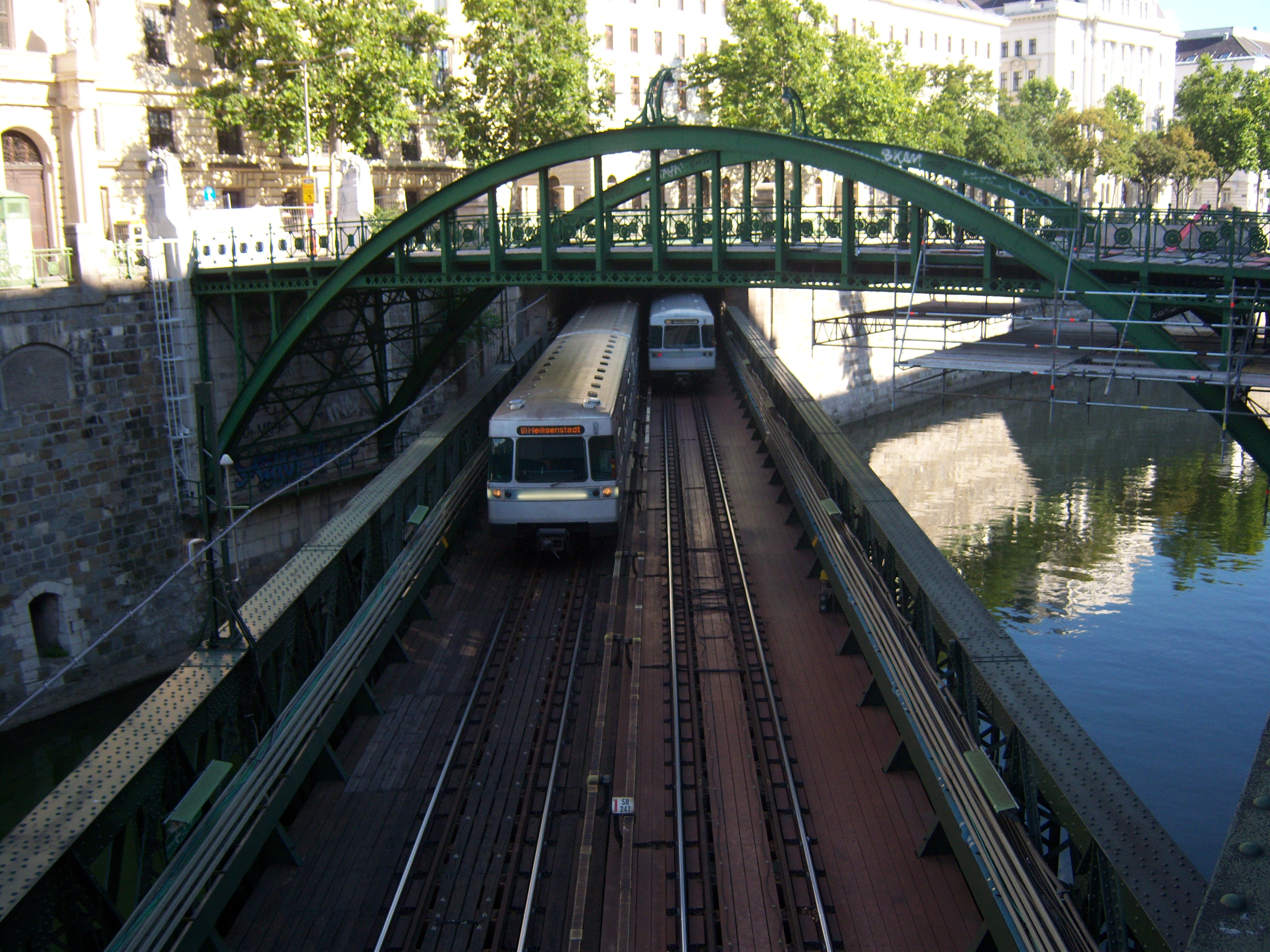
Zwei Züge der U4 bei der Querung des Wienflusses auf der Zollamtsbrücke zwischen Landstraße und Schwedenplatz
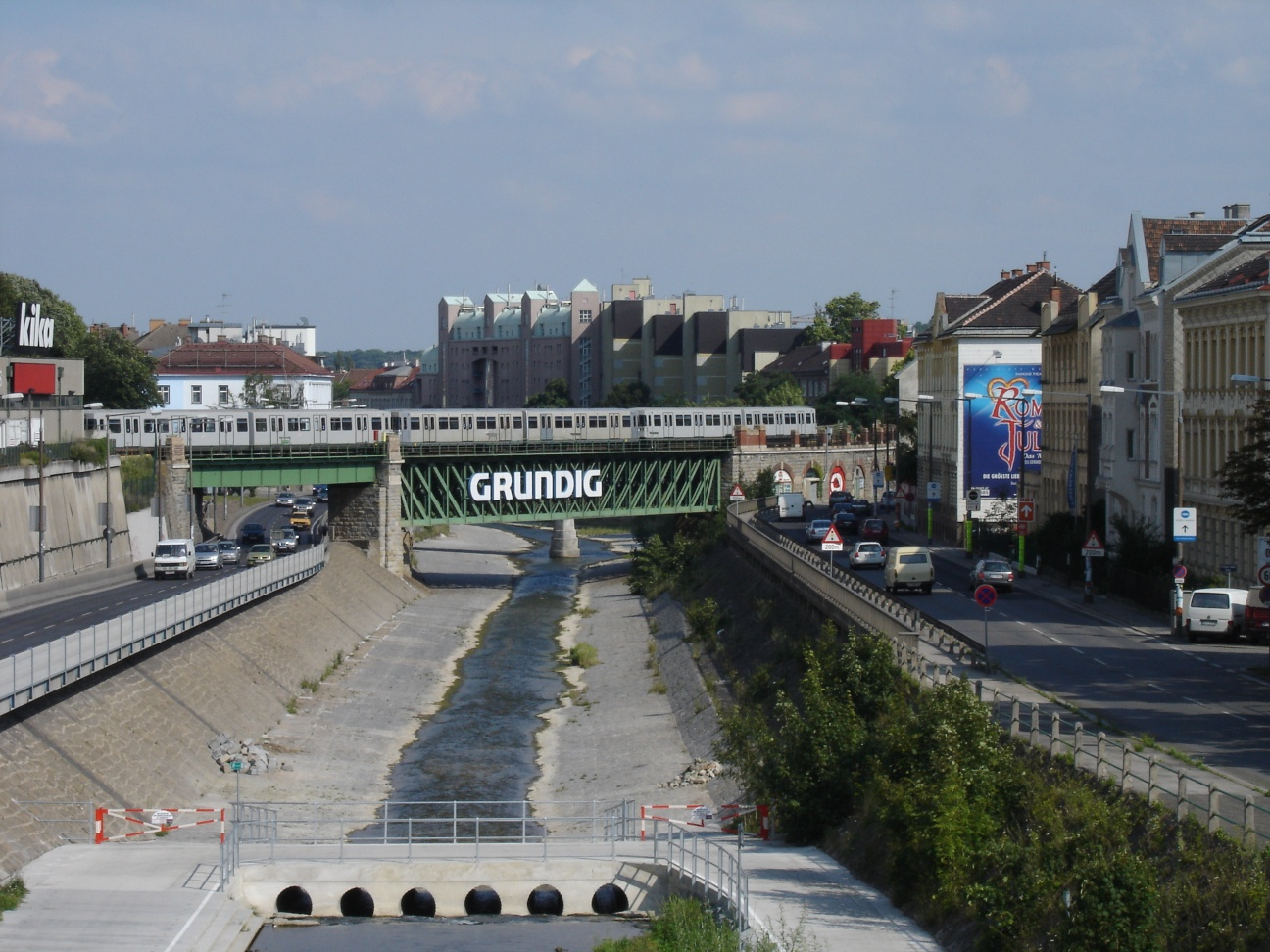
Brücke über den Wienfluss vor der Endstation Hütteldorf
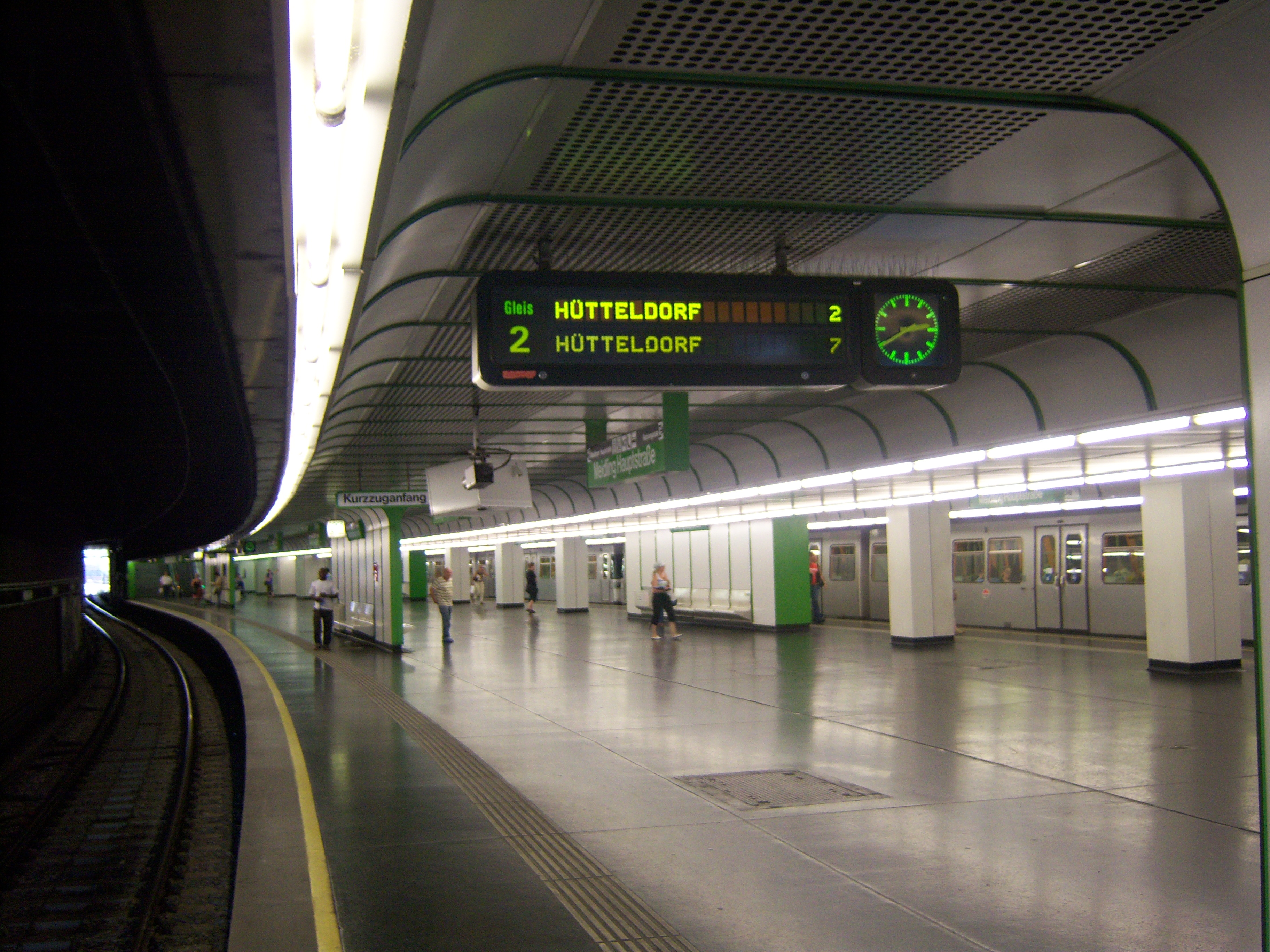
Bahnsteige der U4 im typischen U-Bahn-Design in der Station Meidling Hauptstraße. Hier ist der Mittelbahnsteig besonders breit, weil sich mittig noch bis 1985 ein Gleis der Gürtellinie der elektrischen Stadtbahn befand.

## Betriebszeiten und Takt
| Zeit                    | Mo–Fr (Schule) | Mo–Fr (Ferien) | Samstag    | Sonn- und Feiertag |
| ----------------------- | -------------- | -------------- | ---------- | ------------------ |
| 00:00 Uhr bis 04:30 Uhr | Kein Betrieb   | Kein Betrieb   | 15 Minuten | 15 Minuten         |
| 04:30 Uhr bis 07:00 Uhr | 3–5 Minuten    | 4–5 Minuten    | 7 Minuten  | 7 Minuten          |
| 07:00 Uhr bis 20:00 Uhr | 3–5 Minuten    | 4–5 Minuten    | 5 Minuten  | 5 Minuten          |
| 20:00 Uhr bis 24:00 Uhr | 8 Minuten      | 8 Minuten      | 8 Minuten  | 8 Minuten          |